# Microcymatura flavipennis
Microcymatura flavipennis là một loài bọ cánh cứng trong họ Cerambycidae.